# Eremisca osiris
Eremisca osiris är en tvåvingeart som först beskrevs av Christian Rudolph Wilhelm Wiedemann 1828.  Eremisca osiris ingår i släktet Eremisca och familjen rovflugor. Inga underarter finns listade i Catalogue of Life.